# 羅伯特·蘭格
小羅伯特·萨缪尔·蘭格（英語：Robert Samuel Langer, Jr.，1948年8月29日—），生於美國紐約州奥尔巴尼，生物工程學者，是麻省理工学院（MIT）的戴维·H·科克学院教授（MIT目前有10位學院教授，学院教授是MIT教授所能获得的最高荣誉）。蘭格博士撰寫了超過1400篇文章。他在全球擁有超過1,260個已發布和正在申請的專利。蘭格博士的專利已被授權或分發給300多家製藥，化學，生物技術和醫療設備公司。他是歷史上引用最多的工程師。

## 生平
兰格教授曾于1995-2002年任美国食品药品监督管理局（FDA）科学董事会（FDA的最高咨询董事会）成员，并于1999-2002年任该董事会主席。
兰格教授获得各种奖项超过210个，包括：2006年美国国家科学奖章，2002年查尔斯·斯塔克·德拉普尔奖（被认为是工程学界的诺贝尔奖），2008年世纪发明奖（世界范围内技术领域的最高奖项），2012年普利斯特里奖章（美国化学会颁发的最高奖项）。他是唯一获得盖尔德纳基金会国际奖的工程学家，该奖项的78位获奖者后来都获得了诺贝尔奖。兰格教授还获得了很多其他奖项：迪克森科学奖（2002），亨氏技术奖（2003），哈维奖（2003），弗瑞兹·约翰奖（2003），通用凯莉癌症研究奖（2004），丹·戴维材料科学奖（2005），阿尔伯尼医学中心奖（2005），国家发明者荣誉厅（2006），马普研究奖（2008），阿斯图里亚斯王子技术与科学研究奖（2008），华伦·阿尔坡特基金会奖（2011）。1998年，兰格教授获得麻省理工学院莱梅尔逊奖，这是美国国内为发明和革新技术颁发的现金数额最大的奖金（$500,000）。1989年兰格教授当选美国国家医学研究院院士，1992年当选美国国家科学院院士，同年当选美国国家工程学院院士。兰格教授当选美国三院院士时年仅43岁，迄今无人超越。
福布斯杂志于1999年评论：兰格教授是世界上生物技术领域最重要的25位科学家之一。发现杂志于2002年也评论：兰格教授是该领域最重要的20位科学家之一。福布斯杂志于2002年还评论：兰格教授是将会改变我们的未来的15位发明家之一。2001年，时代杂志评选兰格教授为美国最重要的100人之一；同年，CNN评选兰格教授为美国科学和医药领域18位最有成就的科学家之一。展示杂志2004年评选兰格教授为“将会拯救你的生命”的6位科学家之一。

## 荣誉
兰格教授是以下大学的荣誉博士：哈佛大学，西奈山医学院，耶鲁大学，苏黎世联邦理工学院（瑞士），以色列理工学院（以色列），耶路撒冷希伯来大学（以色列），天主教鲁汶大学（比利时），伦斯勒理工学院，威拉姆特大学，利物浦大学（英国），贝茨学院，诺丁汉大学（英国），阿尔伯尼医学院，宾夕法尼亚州立大学，西北大学，乌普萨拉大学（瑞典），加州大学旧金山分校，香港科技大学。兰格教授于1970年从康奈尔大学获得学士学位，1974年从麻省理工学院获得博士学位（Sc.D.）。
兰格教授是生物工程学领域的著名学者，尤其以对靶向药物输送系统和组织工程学的研究而知名。兰格在麻省理工的实验室是世界最大的生物医学工程实验室，年度经费超过$1000万，有超过100名研究人员。